# Calle Altamirano
La calle Altamirano es una vía pública de la ciudad española de Oviedo.

## Descripción
La vía, que nace de la calle Rúa y cruza la plaza de Riego para después fundirse con el callejón de la Universidad de Oviedo, adquirió el título actual en el siglo XVII, cuando el gobernador del Principado de Asturias, Jerónimo Altamirano, la abrió y ordenó que se conociese por su apellido. Aparece descrita en El libro de Oviedo (1887) de Fermín Canella y Secades con las siguientes palabras:

Altamirano.—Siendo gobernador del Principado D. Jerónimo Altamirano hizo abrir esta calle en 1681 que llevó por nombre su apellido, según la inscripción allí colocada. Sin embargo se la llamó generalmente calle Nueva, volviendo á su primitiva denominación por acuerdo municipal de 1869. Verdaderamente esta calle es anterior al suceso del siglo XVII y era antigua vía desde la Rúa hasta terminar, por entre huertos, en la puerta de la muralla; pero las casas de la dicha calle de la Rúa fueron avanzando hasta Cimadevilla, dejando por toda comunicación un estrechísimo é incómodo pasillo que fué el que principalmente ensanchó el mencionado corregidor, con más las huertas por la parte de abajo, aunque no del todo, porque esta última obra es de 1853. En las casas y terrenos expropiados por el Sr. Altamirano debía tener foro ú otros derechos la iglesia; pues que el Provisor se opuso con censuras al derribo, haciendo que los obreros dejasen el trabajo al que volvieron por amenazas de la autoridad civil. Por esto y quizá por más el obispo San Martín censuró canónicamente al D. Jerónimo, anduvo con él en pleitos y por último le señaló día para absolverle solemnemente en la Santa Iglesia Catedral, á cuyo acto no compareció el Altamirano hasta que dispuso después el Consejo de Castilla que el prelado le absolviese privadamente.—Ent.: Rúa.—Conc.: Universidad.
(Canella y Secades, 1887, p. 105)